# Liptovská Teplá
Liptovská Teplá – wieś i gmina (obec) w powiecie Rużomberk, kraju żylińskim, w północnej Słowacji.

## Położenie
Liptovská Teplá leży w Kotlinie Liptowskiej na pograniczu dolnego i środkowego Liptowa, ok. 9 km na wschód od Rużomberku. Jej zabudowania ciągną się wzdłuż dolnej części doliny potoku Teplianka aż po jego ujście do Wagu, a częściowo również wzdłuż tej rzeki w górę jej biegu (tu m.in. stacja kolejowa Liptovská Teplá). Centrum wsi leży na wysokości ok. 510 m n.p.m.
W 1264 r. notowana jako Tepla, w 1300 r. jako Thopla i dopiero od 1920 r. nosi nazwę Liptovská Teplá.
Do wsi należy położona nieco wyżej w dolinie Teplianki osada Madočany, wspominana po raz pierwszy w 1326 r.

## Historia
Historia osadnictwa ludzkiego na terenie dzisiejszej wsi sięga końca neolitu. Osada nad Teplianką istniała zapewne już w XI w. i była terytorialnie jedną z największych na terenach Kotliny Liptowskiej. Obecna wieś pojawia się w zapiskach w roku 1264, kiedy to ziemiami z niej wydzielonymi król Bela IV obdarował niejakiego Klemensa (Klementa – Kelemena), założyciela dzisiejszej wsi Kalameny. Później z jej obszaru zostały wydzielone jeszcze kolejne wsie: w 1278 r. Turík, a w 1298 r. Ivachnová.
Teplá pierwotnie należała do rozległych włości feudalnych z siedzibą na starym Zamku Liptowskim, a następnie do „państwa” grodowego Zamku Likawa. Już w średniowieczu była ludną wsią. W 1600 r. były tu 34 gospodarstwa, dwór (słow. kúria) ziemiański, kościół, plebania i szkoła. Ta ostatnia była ważnym ośrodkiem szerzenia się idei reformacyjnych. Około 1580 r. w rodzinie protestanckiego duchownego urodził się tu Daniel Pribiš (zm. 1645) - renesansowy poeta, autor religijnych pieśni i modlitw. Działał tu m.in. barokowy pisarz Ondrej Lucae (1596-1673), a także protestancki duchowny, kaznodzieja, tłumacz i poeta okresu baroku Daniel Sinapius (1640-1688). W 1657 urodził się tu jego syn, związany później ze Śląskiem pisarz i pedagog Jan Sinapius (zm. 1725).
Od XVIII w. Teplá była prywatnym miasteczkiem z prawem organizowania cotygodniowych targów i dorocznych jarmarków. Ważnym momentem w dziejach wsi była budowa latach 1869–1872 biegnącej wzdłuż Wagu linii Kolei Koszycko-Bogumińskiej. Mieszkańcy zajmowali się rzemiosłami związanymi z obróbką drewna oraz flisactwem na Wagu, natomiast od drugiej połowy XIX w. pracą na kolei i w zakładach przemysłowych Rużomberku. Po II wojnie światowej we wsi powstała duża ferma drobiarska oraz zakłady przemysłowe „Prefa” i „Stavoindustria”.

## Zabytki
- Kościół katolicki pw. św. Filipa i św. Jakuba – murowany, pierwotnie gotycki z końca XIII w., później kilkakrotnie przebudowywany.
- Plebania wczesnobarokowa z końca XVII w., przebudowana w XVIII w., z nową fasadą z XX w.
- Kapliczka przydrożna z XIX w. z rzeźbą św. Jana Nepomucena.
- Dwór (słow. kaštieľ) późnorenesansowy z II połowy XVII w., przebudowany w stylu barokowym w następnym stuleciu.